# Милошевич, Петар (полковник)
Петар Милошевич (серб. Петар Милошевић; 12 июля 1943, Горни-Риечани — 11 июня 2025, Модрича) — полковник Вооружённых сил Республики Сербской, командир 1-й Требавской лёгкой пехотной бригады.

## Биография
Родился 12 июля 1943 года в селе Горни-Риечани около Модричи. Окончил начальную школу в Бачки-Брестоваце и классическую гимназию в Сомборе. В 1963 году поступил в Белградскую Академию ВВС и ПВО, которую окончил в 1966 году в звании младшего лейтенанта. Начал службу в казарме Земуник, в 1970 году переведён в Баня-Луку, где прослужил дольше всего. Занимал должность начальника службы ПВО 5-го корпуса Югославской народной армии на момент начала первых вооружённых столкновений в СФРЮ.
После мобилизации участвовал в боях в Западной Славонии в качестве начальника лёгкого полка ПВО. После первых столкновений на территории Боснии и Герцеговины вместе с лёгким полком ПВО он по распоряжению 1-го Краинского корпуса Вооружённых сил Республики Сербской был переброшен в район Подновле, после чего стал начальником штаба 1-й Трбавской лёгкой пехотной бригады, а затем стал и её командиром. Участвовал в оборонительных боях в районе Модричи, горы Требава и Град-Добоя. Отмечен рядом наград, в том числе Орденом Негоша (указом Президента Республики Сербской от 1998 года).
11 июня 2025 года в 22:00 был насмерть сбит грузовиком на улице Царя Лазаря в Модриче, водитель (выходец из Сребреника) скрылся с места происшествия. Похоронен 14 июня 2025 года на Старом православном кладбище в Модриче.